# Euthalia formosana
Euthalia formosana är en fjärilsart som beskrevs av Hans Fruhstorfer 1908. Euthalia formosana ingår i släktet Euthalia och familjen praktfjärilar. Inga underarter finns listade i Catalogue of Life.